# Charváty
Charváty är en ort i Tjeckien.   Den ligger i regionen Olomouc, i den östra delen av landet, 210 km öster om huvudstaden Prag. Charváty ligger 218 meter över havet och antalet invånare är 769.
Terrängen runt Charváty är platt. Runt Charváty är det ganska tätbefolkat, med 120 invånare per kvadratkilometer. Närmaste större samhälle är Olomouc, 8,6 km norr om Charváty. Trakten runt Charváty består till största delen av jordbruksmark.